# BKCP-Powerplus/Saison 2011
Dieser Artikel listet Erfolge und Mannschaft des Radsportteams BKCP-Powerplus in der Saison 2011 auf.

## Erfolge in der UCI Europe Tour
In der Saison 2011 gelangen dem Team nachstehende Erfolge in der UCI Europe Tour.
| Datum      | Rennen                     | Kat. | Fahrer            |
| ---------- | -------------------------- | ---- | ----------------- |
| 28. Juli   | 2. Etappe Tour Alsace      | 2.2  | Niels Albert      |
| 13. August | 3. Etappe Mi-Août Bretonne | 2.2  | Philipp Walsleben |

## Erfolge in der Cyclocross Tour
In den Rennen der Cyclocross-Saison 2010/11 gelangen dem Team nachstehende Erfolge.
| Datum         | Rennen                                                                  | Fahrer                |
| ------------- | ----------------------------------------------------------------------- | --------------------- |
| 25. September | Openingsveldrit van Harderwijk, Harderwijk                              | Dieter Vanthourenhout |
| 3. Oktober    | GvA Trofee – Cyclocross International de la Ville de Namur, Namur (U23) | Arnaud Jouffroy       |
| 10. Oktober   | Superprestige – Topsport Vlaanderen Trofee, Ruddervoorde (U23)          | Jim Aernouts          |
| 28. Oktober   | Velká Cena Mešta Tábora, Tábor                                          | Radomír Šimůnek       |
| 14. November  | Superprestige Hamme-Zogge, Hamme-Zogge (U23)                            | Jim Aernouts          |
| 20. November  | GvA Trofee – Grote Prijs van Hasselt, Hasselt (U23)                     | Jim Aernouts          |
| 27. November  | UCI-Weltcup, Koksijde                                                   | Niels Albert          |
| 5. Dezember   | UCI-Weltcup, Igorre                                                     | Niels Albert          |
| 18. Dezember  | Scheldecross, Antwerpen                                                 | Radomír Šimůnek       |
| 27. Dezember  | Superprestige Diegem, Diegem                                            | Niels Albert          |
| 29. Dezember  | GvA Trofee – Azencross, Wuustwezel                                      | Niels Albert          |
| 29. Dezember  | GvA Trofee – Azencross, Wuustwezel (U23)                                | Wietse Bosmans        |
| 1. Januar     | GvA Trofee – Grote Prijs Sven Nys, Baal (U23)                           | Wietse Bosmans        |
| 2. Januar     | Cyclocross Tervuren, Tervuren                                           | Niels Albert          |
| 9. Januar     | Belgische Meisterschaft                                                 | Niels Albert          |
| 9. Januar     | Deutsche Meisterschaft                                                  | Philipp Walsleben     |
| 23. Januar    | UCI-Weltcup, Hoogerheide                                                | Niels Albert          |
| 20. Februar   | GvA Trofee – Internationale Sluitingsprijs, Oostmalle                   | Niels Albert          |

## Abgänge – Zugänge
| Zugänge                   | Team 2010                 | Abgänge                        | Team 2011               |
| ------------------------- | ------------------------- | ------------------------------ | ----------------------- |
| Mitchell Huenders         | Löwik Meubelen (2007)     | Jim Aernouts                   | Sunweb-Revor            |
| Jens Adams                | Neoprofi                  | Lubomír Petruš                 | Unbekannt               |
| David van der Poel        | Neoprofi                  | Mitchell Huenders (bis 31.03.) | Cyclingteam Jo Piels    |
| Gianni Vermeersch         | Neoprofi                  | Arnaud Jouffroy (bis 31.05.)   | Telenet-Fidea           |
| Marcel Meisen (ab 01.08.) | Team Eddy Merckx-Indeland | Enrico Franzoi (bis 31.08.)    | Selle Italia-Guerciotti |

## Mannschaft
| Name                  | Geburtstag        | Nationalität |
| --------------------- | ----------------- | ------------ |
| Jens Adams            | 5. Juni 1992      | Belgien      |
| Niels Albert          | 5. Februar 1986   | Belgien      |
| Wietse Bosmans        | 30. Dezember 1991 | Belgien      |
| Marcel Meisen         | 8. Januar 1989    | Deutschland  |
| David van der Poel    | 15. Juni 1992     | Niederlande  |
| Radomír Šimůnek       | 6. September 1983 | Tschechien   |
| Dieter Vanthourenhout | 20. Juni 1985     | Belgien      |
| Gianni Vermeersch     | 19. November 1992 | Belgien      |
| Philipp Walsleben     | 19. November 1987 | Deutschland  |

## Platzierungen in UCI-Ranglisten
UCI Europe Tour 2011
|      | Fahrer                | Punkte |
| ---- | --------------------- | ------ |
| 517. | Niels Albert          | 28     |
| 668. | Wietse Bosmans        | 16     |
| 878. | Philipp Walsleben     | 8      |
| 987. | Dieter Vanthourenhout | 6      |